# 4 My People
4 My People is een nummer van de Amerikaanse rapster Missy Elliott uit 2002, in samenwerking met de Amerikaanse rapster Eve. Het is de vierde en laatste single van Miss E... So Addictive, het derde studioalbum van Missy Elliott.
De originele versie van "4 My People" werd nergens een hit. Toen het Britse dj-duo Basement Jaxx een remix van het nummer uitbracht, werd deze veel gedraaid in het Verenigd Koninkrijk. Hierdoor bereikte het daar de 4e positie in de hitlijsten. Het succes sloeg ook over naar de andere kant van de Noordzee, als Dancesmash op Radio 538 en onder andere top 10-noteringen in het Nederlandse taalgebied. In de Nederlandse Top 40 bereikte het de 2e positie, terwijl het in de Vlaamse Ultratop 50 een plek lager kwam.